# خريبة السوق
خريبة السوق هي إحدى مناطق العاصمة الأردنية عمان. تقع في جنوب العاصمة. مساحتها 55 كم2، وعدد سكانها 100 ألف نسمة تقريباً.
تأسس أول مجلس بها في عام 1976. تحدها من الشمال المقابلين، ومن الجنوب مادبا، ومن الغرب أم البساتين وناعور ومن الشرق الجويدة وجاوا.
ترتفع خريبة السوق 870-920 متر عن سطح البحر، فيها حي العلكومية وحي الأندلس.
تتساقط الثلوج شتاء في منطقة خريبة السوق والامطار الغزيرة طبقا لارتفاعها عن سطح البحر، أما صيفا فالجو يكون حار نسبيا.
يوجد فيها مركز صحي خريبة السوق الحكومي الذي يخدم المنطقة.
يتواجد في منطقة خريبة السوق مقرات تدريبة هامة لأندية شباب الأردن والأهلي والوحدات، كما يتدرب على ملاعبها المنتخب الأردني عند التحضيرات للمباريات الدولية.
نادي شباب الأردن الذي يقع مقره في خريبة السوق سبق له الحصول على بطولة الدوري وكأس الاتحاد الاسيوي.
تعتبر المنطقة من المناطق الهامة في العاصمة عمان لموقعها الاسترتيجي الذي يربطها بمدينة مأدبا الأثرية وبطريق مطار الملكة علياء الدولي.
من أشهر معالم خريبة السوق، منتزه غمدان الذي يعتبر من المناطق الريفية التي تتكاثر بها الاشجار الحرجية ويعتبر متنفس لسكان المنطقة وعمان بشكل عام.

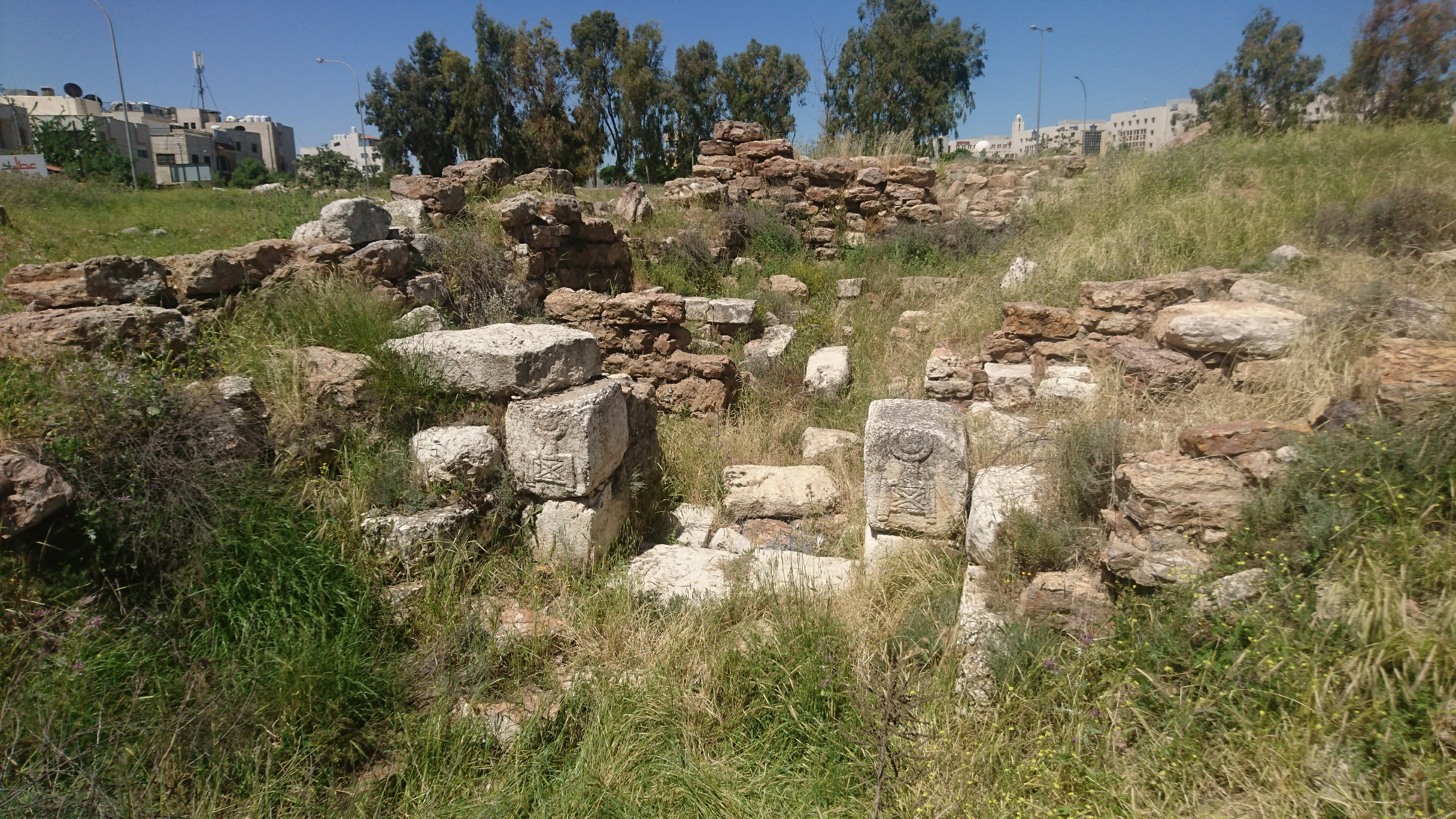
خربة السوق، عمان.

## وصلات خارجية
- أمانة عمان الكبرى - منطقة خريبة السوق وجاوا واليادودة